# Eunice langi
Eunice langi är en ringmaskart som först beskrevs av Treadwell 1943.  Eunice langi ingår i släktet Eunice och familjen Eunicidae. Inga underarter finns listade i Catalogue of Life.